# Francisco Freire Caldera
Francisco Freire Caldera (Santiago, 1839-¿?, 30 de julio de 1900) fue un abogado, agricultor y político liberal chileno, hijo del director supremo Ramón Freire. Se desempeñó como parlamentario y ministro de Relaciones Exteriores durante el gobierno de José Manuel Balmaceda.

## Familia y estudios
Nació en Santiago en 1839, fue  hijo del director supremo Ramón Freire Serrano y de Manuela Caldera Mascayano (primera dama), además de hermano de los parlamentarios Liborio Ramón y Zenón Freire Caldera. 
Estuvo casado con Enriqueta Valdés Solar, con quien tuvo seis hijos: Elisa, Carolina, Alfonso, Isabel, Julia y María.
Realizó sus estudios en el Instituto Nacional y luego en la Facultad de Derecho de la Universidad de Chile. Juró como abogado el 22 de diciembre de 1863, con su tesis: La Compensación, publicada en los Anales de la Universidad de Chile de 1864.

## Trayectoria pública
Como agricultor explotó del fundo "El Escorial", hijuela de la hacienda San Buenaventura en el Valle de Aconcagua.
Militante del Partido Liberal (PL), fue elegido diputado por Illapel entre 1882 y 1885, integrando las Comisiones de Calificación de Poderes y Presupuesto; luego representó como senador suplente a Tarapacá (1885-1891), pero se le inhabilitó por haber aceptado un cargo administrativo.
En 1866 fue nombrado como Intendente de Santiago, renunció al cargo en el mismo año para ocupar el cargo de ministro de Relaciones Exteriores y Colonización, bajo el gobierno de José Manuel Balmaceda. Sirvió desde el 30 de octubre de 1886 al 28 de junio de 1887. Fue también, ministro subrogante (s) de Justicia, Instrucción Pública y Culto desde el 11 al 26 de marzo de 1887. Ocupó también el cargo de Intendente de Valparaíso. En 1898 ocupó la Intendencia de Tarapacá y al año siguiente, nuevamente la de Santiago.
Fue socio fundador del Club Hípico de Santiago.
Falleció el 30 de julio de 1900.